# Grojec (gromada)
Grojec – dawna gromada, czyli najmniejsza jednostka podziału terytorialnego Polskiej Rzeczypospolitej Ludowej w latach 1954–1972.
Gromady, z gromadzkimi radami narodowymi (GRN) jako organami władzy najniższego stopnia na wsi, funkcjonowały od reformy reorganizującej administrację wiejską przeprowadzonej jesienią 1954 do momentu ich zniesienia z dniem 1 stycznia 1973, tym samym wypierając organizację gminną w latach 1954–1972.
Gromadę Grojec z siedzibą GRN w Grojcu utworzono – jako jedną z 8759 gromad na obszarze Polski – w powiecie oświęcimskim w woj. krakowskim, na mocy uchwały nr 20/IV/54 WRN w Krakowie z dnia 6 października 1954. W skład jednostki weszły obszary dotychczasowych gromad Grojec i Łazy ze zniesionej gminy Osiek oraz południowa część (półenklawa) dotychczasowej gromady Zaborze ze zniesionej gminy Oświęcim w tymże powiecie. Dla gromady ustalono 19 członków gromadzkiej rady narodowej.
Gromada przetrwała do końca 1972 roku, czyli do kolejnej reformy gminnej.